# Клиффорд, Генри, 1-й граф Камберленд
Генри Клиффорд (англ. Henry Clifford; около 1493, Скиптон, Уэстморленд, Королевство Англия — 22 апреля 1542) — английский аристократ, 11-й барон де Клиффорд с 1523 года, 1-й граф Камберленд с 1525 года, придворный короля Генриха VIII. Рыцарь Бани, кавалер ордена Подвязки. Занимал должность шерифа Йоркшира и Уэстморленда, принимал участие в борьбе с Благодатным паломничеством.

## Биография
Генри Клиффорд принадлежал к знатному роду, владевшему обширными землями на севере Англии. Он был старшим из сыновей 10-го барона де Клиффорда, носившего то же имя, и Энн Сент-Джон. Рождение Генри историки датируют приблизительно 1493 годом. В молодости Клиффорд находился при дворе короля Генриха VIII и в день коронации монарха в 1509 году был посвящён в рыцари. Отношения между ним и отцом были очень сложными. Генри-старший жаловался на «безбожный и нечестивый характер» сына, на его расточительность, подходившую скорее герцогу, чем отпрыску барона, на его угрозы в адрес слуг. По словам барона, его наследник присваивал десятину, собранную церковными учреждениями в северных графствах, избивал монастырских арендаторов и слуг, слушал «опасные советы некоторых злобных молодых джентльменов». Известно, что как минимум однажды Генри попал в тюрьму Флит. Исследователи полагают, что отчасти в таком поведении молодого человека виноват его отец, оставивший сына при дворе и разрешивший ему вращаться в кругах высшей аристократии вместо того, чтобы держать его при себе и знакомить с обязанностями северного лорда.
В 1520 году Клиффорд должен был присутствовать на «Поле золотой парчи», где встретились Генрих VIII и король Франции Франциск I, но в последний момент его имя вычеркнули из списка. В 1522 году сэр Генри получил должность шерифа Йоркшира, а после смерти отца в 1523 году унаследовал все его земли, баронский титул и должность шерифа Уэстморленда. В соответствии с планами Генриха VIII по укреплению шотландской границы 18 июня 1525 года он получил титул графа Камберленда, был назначен смотрителем западных марок и губернатором замка Карлайл. Позже Клиффорда сменил Уильям Дакр, 3-й барон Дакр, но после того, как последний был обвинён в измене, сэра Генри восстановили на этом посту (1534 год).
Граф неизменно поддерживал короля в его политике по отношению к религии и папству. В 1530 году он подписал письмо пэров Клименту VII с просьбой разрешить развод Генриха VIII с Екатериной Арагонской. В 1534 году именно Клиффорду было поручено обыскать дом епископа Танстолла в Окленде в поисках копии трактата этого прелата De Differentia Regiae et Ecclesiasticae Potestatis; в 1535 году сэр Генри заседал в суде, приговорившем к смерти Томаса Мора и епископа Джона Фишера. Когда в северных графствах началось восстание католиков, известное как Благодатное паломничество (1536 год), граф сохранил верность короне, хотя повстанцев возглавил его двоюродный брат Роберт Аск. Сэр Генри выдержал тяжёлую осаду в замке Скиптон. В благодарность за это Генрих VIII сделал его в 1537 году кавалером ордена Подвязки, пожаловал ему земли ряда распущенных монастырей.
Первый граф Камберленд умер в 1542 году и был похоронен в замке Скиптон.

## Семья
Генри Клиффорд был женат дважды: в первый раз на Маргарет Толбот, — дочери Джорджа Толбота, 4-го графа Шрусбери, и Энн Гастингс, во второй — на Маргарет Перси, дочери Генри Перси, 5-го графа Нортумберленда, и Кэтрин Спенсер. Первый брак остался бездетным, во втором родились шестеро детей:
- Генри (1517—1570), 2-й граф Камберленд[2];
- сэр Ингрэм[2];
- Мод, жена Джона Коньерса, 3-го барона Коньерса[6];
- Элизабет, жена сэра Кристофера Мекальфа[7];
- Джейн, жена сэра Джона Хаддлстона[7];
- Кэтрин (1513—1598), жена Джона Скрупа, 8-го барона Скрупа из Болтона[8].